# Michael Kohl

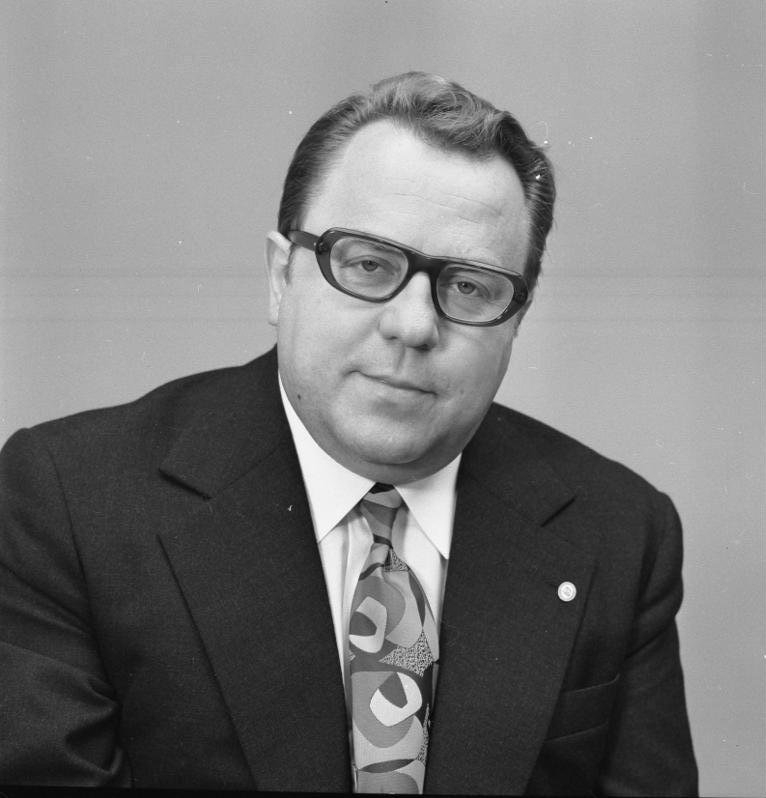
Michael Kohl (1974)

Michael Kohl (Sondershausen, 28 september 1929 – Oost-Berlijn, 4 juli 1981) was een diplomaat van de DDR. Hij was de eerste leider van de Permanente Vertegenwoordiging van de DDR in de Bondsrepubliek Duitsland.
Kohl werd geboren als zoon van een advocaat en notaris. Na het gymnasium in Sondershausen studeerde hij rechten aan de Friedrich Schiller universiteit in Jena.
In 1948 werd Michael Kohl lid van de SED en was van 1958 tot 1963 afgevaardigde in het district Gera. Van 1961 tot 1973 was hij in dienst van het ministerie van Buitenlandse zaken, eerst als afdelingshoofd en vanaf 1968 als staatssecretaris voor West-Duitse kwesties. Daarnaast was hij van 1965 tot 1968 staatssecretaris bij de ministerraad van de DDR voor kwesties aangaande West-Berlijn. In 1965 leidde Michael Kohl de Oost-Duitse delegatie bij de onderhandelingen over de zogenaamde Passierscheine, waarmee West-Berlijners in Oost-Berlijn op bezoek konden, en in 1970 leidde hij van Oost-Duitse kant de onderhandelingen over het Transito-verdrag over het verkeer tussen West-Berlijn en de Bondsrepubliek en over het zogenaamde Grundlagenvertrag (Basisverdrag) tussen de DDR en de Bondsrepubliek. Van West-Duitse kant was Egon Bahr bij de onderhandelingen betrokken.
In 1971 werd Kohl lid van de Commissie buitenlandse politiek en van de West-commissie van het politbureau van het Centraal Comité van de SED. Vanaf 1976 was Kohl kandidaat van het centraal comité van de SED. In november 1973 werd hij gevolmachtigd ambassadeur van de DDR in de Bondsrepubliek. Van 1974 tot 1978 leidde hij de Permanente vertegenwoordiging van de DDR in Bonn. Hierna was hij plaatsvervangend minister voor Buitenlandse zaken.
In 1981 overleed Michael Kohl in Oost-Berlijn op 51-jarige leeftijd.
- Gemeinsame Normdatei: 1025261968
- Virtual International Authority File: 251935157
- WorldCat: E39PBJppwCMF6f7FkCfpWPCPcP